# Chytonix albiquadrata
Chytonix albiquadrata là một loài bướm đêm trong họ Noctuidae.